# Amadou Kader
Amadou Dodo Kader (Niamey, 5 aprile 1989) è un calciatore nigerino, difensore del SONIDEP.

## Carriera

### Club
Ha giocato 3 partite senza segnare nella CAF Champions League con i camerunensi del Cotonsport Garoua, unico club non nigerino in cui ha giocato in carriera.

### Nazionale
Fa parte della nazionale del suo Paese dal 2006 al 2016, per un totale di 29 presenze; ha inoltre preso parte alla Coppa d'Africa 2012 ed alla Coppa d'Africa 2013.

## Palmarès

### Club

#### Competizioni nazionali
- Campionato camerunese: 2

Cotonsport Garoua: 2010, 2011
- Coppa del Camerun: 1

Cotonsport Garoua: 2011
- Campionato nigerino: 3

Olympic Niamey: 2012
SONIDEP: 2017-2018, 2018-2019